# Старићи
Старићи  (итал. Stari) је насељено место у Републици Хрватској у Истарској жупанији. Административно је у саставу Града Пореча.

## Становништво
Према последњем попису становништва из 2001. године у насељу Старићи је живело 15 становник који су живели у 4 породична домаћинставу.
Кретање броја становника по пописима 1857—2001.
| година пописа  | 1857. | 1869. | 1880. | 1890. | 1900. | 1910. | 1921. | 1931. | 1948. | 1953. | 1961. | 1971. | 1981. | 1991. | 2001. |
| бр. становника | 0     | 0     | 25    | 60    | 34    | 62    | 0     | 0     | 54    | 33    | 13    | 8     | 4     | 6     | 15    |

Напомена:У 1857., 1869., 1921. и 1931. подаци су садржани у насељу Жбандај. Од 1880., до, 1910. исказиваноо као део насеља. 